# Unterseeboot 620
L'Unterseeboot 620 ou U-620 est un sous-marin allemand (U-Boot) de type VIIC utilisé par la Kriegsmarine pendant la Seconde Guerre mondiale.
Le sous-marin fut commandé le 15 août 1940 à Hambourg (Blohm & Voss), sa quille fut posée le 19 juin 1941, il fut lancé le 9 mars 1942 et mis en service le 30 avril 1942, sous le commandement de l'Oberleutnant zur See Heinz Stein.
L'U-620 coule dans l'Atlantique Nord après une attaque de l'aviation britannique, en février 1943.

## Conception
Unterseeboot type VII, l'U-620 avait un déplacement de 769 tonnes en surface et 871 tonnes en plongée. Il avait une longueur totale de 67,10 m, un maître-bau de 6,20 m, une hauteur de 9,60 m et un tirant d'eau de 4,74 m. Le sous-marin était propulsé par deux hélices de 1,23 m, deux moteurs diesel Germaniawerft M6V 40/46 de 6 cylindres en ligne de 1 400 cv à 470 tr/min, produisant un total de 2 060 à 2 350 kW en surface et de deux moteurs électriques BBC GG UB 720/8 de 375 cv à 295 tr/min, produisant un total 550 kW, en plongée. Le sous-marin avait une vitesse en surface de 17,7 nœuds (32,8 km/h) et une vitesse de 7,6 nœuds (14,1 km/h) en plongée. Immergé, il avait un rayon d'action de 80 milles marins (150 km) à 4 nœuds (7,4 km/h; 4,6 milles par heure) et pouvait atteindre une profondeur de 230 m. En surface son rayon d'action était de 8 500 milles nautiques (soit 15 700 km) à 10 nœuds (19 km/h). 
L'U-620 était équipé de cinq tubes lance-torpilles de 53,3 cm (quatre montés à l'avant et un à l'arrière) qui contenaient quatorze torpilles. Il était équipé d'un canon de 8,8 cm SK C/35 (220 coups) et d'un canon antiaérien de 20 mm Flak. Il pouvait transporter 26 mines TMA ou 39 mines TMB. Son équipage comprenait 4 officiers et 40 à 56 sous-mariniers.

## Historique
Il reçut sa formation de base au sein de la 8. Unterseebootsflottille jusqu'au 30 septembre 1942, puis intégra sa formation de combat dans la 3. Unterseebootsflottille.
Le sous-marin quitte Kiel pour la première fois le 12 septembre 1942 pour opérer dans l'Atlantique Nord. Le 16 septembre à 19 h 35, il est attaqué sans succès par six charges de profondeurs lancées d'un Whitley du 612e Escadron de la RAF, au nord-est des îles Féroé. En octobre 1942, l'U-620 subit quelques dégâts mineurs après avoir été chassé par les escortes du convoi ONS-136 pendant six heures.
Le 24 octobre 1942, le sous-marin est attaqué par un aéronef non identifié qui l'endommage sérieusement, lorsqu'il prenait en chasse le convoi ON-139. Le bateau dut abandonner l'attaque et changer de zone de patrouille.
Le 10 novembre 1942 à 14 h 30, le sous-marin est attaqué par un Whitley britannique du 502e Escadron, à environ 15 miles au nord-nord-ouest d'El Ferrol, en Espagne. L'avion largue six charges de profondeur à environ trente mètres de lui. Les explosions n'endommagent pas l'U-Boot, mais le mitraillage blesse mortellement un homme (Bootsmaat Josef Leisten).
Il rentre après 62 jours en mer, sans aucun succès.
Lors de sa deuxième patrouille, il opéra au milieu de l'Atlantique. Le 29 décembre 1942, le convoi TM-1 est repéré par l'U-124, mais ce dernier est repoussé par un avion. Le convoi avait appareillé de Port of Spain le 28 décembre 1942. L'attaque commence officiellement le 3 janvier lorsque l'U-514 reprend contact et coule un premier pétrolier. Le 8 janvier, c'est toute la meute Dolphin qui prend contact avec le convoi. Finalement, quand la bataille prend fin le 12 janvier, sept des neuf pétroliers sont détruits ; c'est l'un des plus gros succès de Dönitz, qui conduisait la bataille pas à pas.
Cette bataille matérialise une nouvelle stratégie : c'était la première tentative de convoyer des pétroliers directement à travers l'Atlantique sans détour par le Canada. Malgré les déboires de ce convoi, la méthode fut poursuivie, permettant aux Alliés de gagner du temps et du tonnage.
Les deux pétroliers rescapés atteignent Gibraltar le 14 janvier. Le 11 janvier à 3 h 0 du matin, l'U-620 envoie par le fond le British Dominion, un pétrolier britannique du convoi déjà torpillé à 0 h 40 par l'U-522. L'attaque provoque la mort de 38 des 53 membres d'équipage. Les survivants dont secourus par le HMS Godetia, un homme succombabt à ses blessures quelques heures plus tard.
L'U-620 coule le 13 février 1943 dans le Nord de l'Atlantique, au nord-ouest de Lisbonne, à la position 39° 18′ N, 11° 17′ O, par des charges de profondeur d'un Consolidated Catalina du No. 207 Squadron RAF (en).
Les quarante-sept membres d'équipage meurent dans cette attaque.

## Affectations
- 8. Unterseebootsflottille du 30 avril 1942 au 30 septembre 1942 (Période de formation).
- 3. Unterseebootsflottille du 1er octobre 1942 au 13 février 1943 (Unité combattante).

## Commandement
- Oberleutnant zur See Heinz Stein du 30 avril 1942 au 13 février 1943.

## Patrouilles
|       | Commandant        | Départ            | Départ     | Arrivée          | Arrivée    | Jours     | Succès  |
| ----- | ----------------- | ----------------- | ---------- | ---------------- | ---------- | --------- | ------- |
| 1     | Oblt. Heinz Stein | 12 septembre 1942 | Kiel       | 12 novembre 1942 | La Pallice | 62 jours  |         |
|       | Oblt. Heinz Stein | 13 décembre 1942  | La Pallice | 14 décembre 1942 | La Pallice | 2 jours   |         |
| 2     | Oblt. Heinz Stein | 19 décembre 1942  | La Pallice | 13 février 1943  | Coulé      | 57 jours  | 6 983   |
| Total | Total             | Total             | Total      | Total            | Total      | 121 jours | 6 983 t |

Note : Oblt. = Oberleutnant zur See

### OpérationsWolfpack
L'U-620 opéra avec les Rudeltaktik (meute de loups) durant sa carrière opérationnelle.
- Luchs (27 septembre - 6 octobre 1942)
- Panther (6-11 octobre 1942)
- Léopard (12-19 octobre 1942)
- Südwärts (24-26 octobre 1942)
- Delphin (26 décembre 1942 – 13 février 1943)

## Navire(s) coulé(s)
L'U-620 coula 1 navire marchand de 6 983 tonneaux au cours des deux patrouilles (121 jours en mer) qu'il effectua.
| Date            | Nom              | Nationalité | Tonnage | Convoi | Fait  | Localisation         |
| --------------- | ---------------- | ----------- | ------- | ------ | ----- | -------------------- |
| 11 janvier 1943 | British Dominion | Royaume-Uni | 6 983   | TM-1   | Coulé | 30° 30′ N, 19° 55′ O |